# Estopiñán del Castillo
Estopiñán del Castillo (en catalan Estopanyà, en aragonais Estupinyán) est une commune appartenant à la province de Huesca (Aragon, Espagne) dans la comarque de la Ribagorce (en Catalan, Ribagorça).
Le patron de la commune est San Salvador.

## Géographie
Le village est situé dans la frange d'Aragon, partie catalanophone de l'Aragon.

## Toponymie
La commune est nommée Estopanian, Estopagnan et Stopagna dans les textes médiévaux. L'appellation castillane "del Castillo" vient de la fusion avec Caserras del Castillo. La première mention du village date de 1156.

## Festivités
La grande fête d'Estopiñan del Castillo est le 6 août de chaque année et le 12 octobre a lieu une foire.

### Liste des maires
| Période | Période | Identité                        | Étiquette | Qualité |
| ------- | ------- | ------------------------------- | --------- | ------- |
|         |         | Antonio Lloan Fuste             | PP        |         |
|         |         | Agustín José Larregola Ferrer   | PP        |         |
|         |         | Carmen Aurora Benabarre Calvera | PAR       |         |